# Voskop
Voskop é uma comuna (em albanês:  komuna) da Albânia localizada no distrito de Korçë, prefeitura de Korçë.